# غلبرت أبوت آبيكيت
غلبرت أبوت آبيكيت (بالإنجليزية: Gilbert Abbott à Beckett)‏ (9 يناير 1811 – 30 أغسطس 1856) هو مؤلف هزلي إنجليزي صار من أهل المراتب القانونية. ولد في لندن لأب يعمل كمحامٍ وانحدر من عائلة تنسب نفسها إلى القديس توماس بيكيت. تلقى تعليمه في مدرسة وستمنستر.كان يكتب في جريدة التايمز والديلي نيوز، وهو من أوائل الذين كتبوا في جريدة بانش الهزليَّة وغيرها. وصار من قضاة الضابطة في لوندرا.

## العائلة
كانت زوجته تدعى ماري آن آبيكيت (1815 - 1863)، وهي ملحِّنة اشتهرت بأوبراتها. وكان والد المؤلفين الفكتوريين غلبرت آرثر آبيكيت (1837 - 1891) وآرثر ويليام آبيكيت (1844 - 1909).

## وفاته
توفي آبيكيت في مدينة بولوني سور مير بفرنسا على إثر إصابته بحمى التيفوئيد في يوم 30 أغسطس عام 1856. ودُفن على الجانب الغربي من مقبرة هايغيت (الرقعة رقم 7604) أعلى أقصى يسار صف الأعمدة في الفناء.